# Glinojeck (stad)
Glinojeck is een stad in het Poolse woiwodschap Mazovië, gelegen in de powiat Ciechanowski. De oppervlakte bedraagt 7,37 km², het inwonertal 3087 (2005).